# Stefan Schwartz (médailleur)
Pour les articles homonymes, voir Schwartz.
Stefan Schwartz, né le 20 août 1851 à Nitra dans le Royaume de Hongrie et mort le 31 juillet 1924 à Raabs an der Thaya en Autriche, est un sculpteur et médailleur.

## Biographie
Stefan Schwartz naît le 20 août 1851 à Nitra. Fils de charpentier, il doit à l'origine devenir un ecclésiastique avant de travailler dans une usine de métallurgie à Pest, puis d'apprendre le métier de ciseleur à Vienne. De 1869 à 1874, il étudie à l'école des arts appliqués de Vienne sous la direction d'Otto König. Après divers séjours d'études, il est nommé professeur dans la même école en 1876 par l'intermédiaire de Rudolf Eitelberger (en). Arnold Hartig (de) est l'un de ses élèves.
Dès 1875, il dirige sa propre école d'orfèvrerie et de ciselage avec Rudolf Mayer. L'un de ses élèves est le médailleur suisse Hans Frei (de).
En 1896, Stefan Schwartz reçoit une petite médaille d'or à l'exposition internationale d'art de Berlin. Il est inhumé au cimetière central de Vienne.

## Œuvres
Il devient célèbre, entre autres, pour le portrait de l'empereur sur la couronne autrichienne en argent et en or. L'empereur François-Joseph (sans couronne de laurier) y est représenté avec la signature de l'artiste. Ce dossier spécial montre le statut de l'artiste par la maison impériale.
La majeure partie de son patrimoine est aujourd'hui administrée par le musée des arts appliqués de Vienne. Un catalogue raisonné associé a été compilé par l'historienne de l'art Monika Holy.

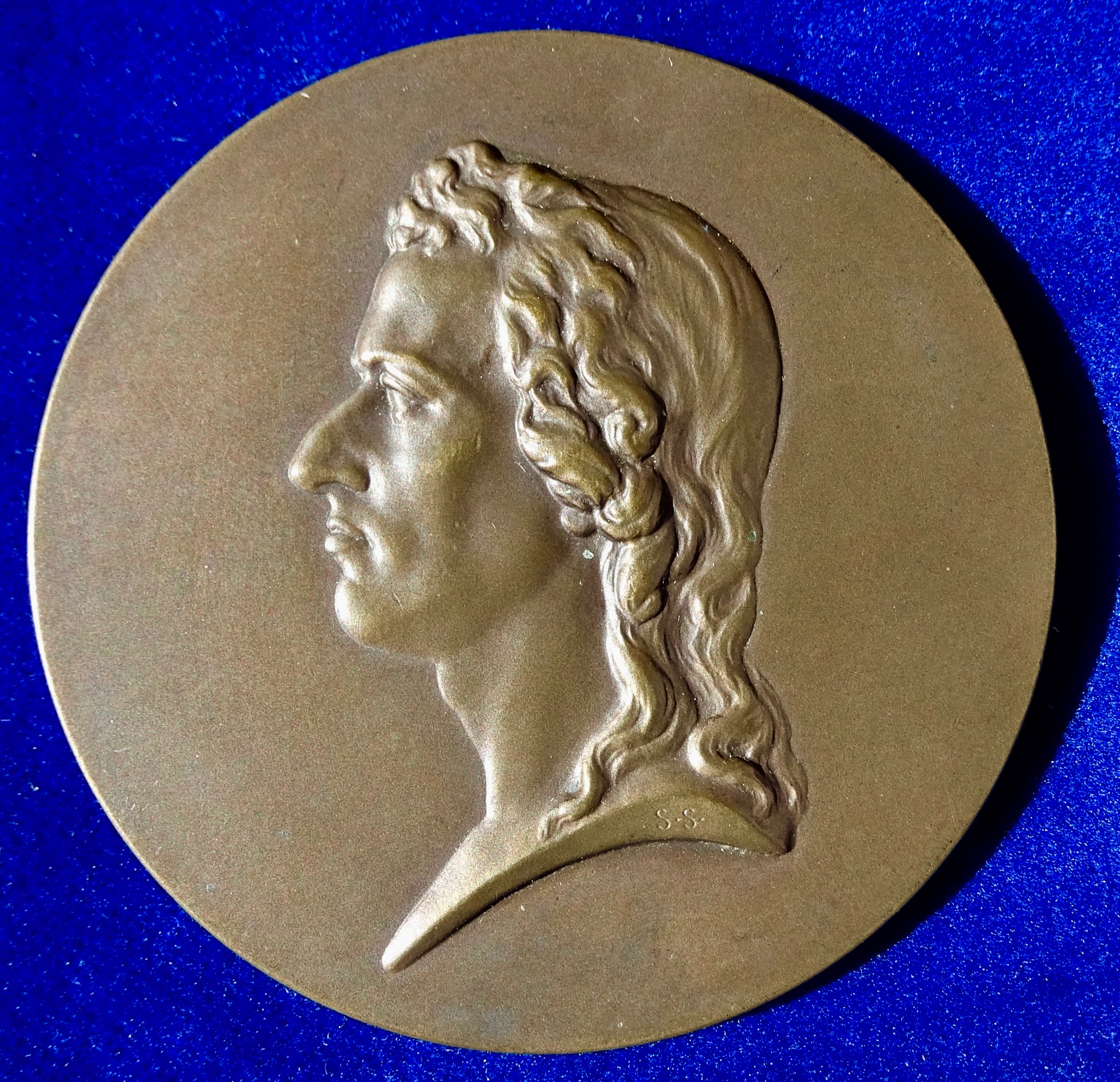
Friedrich Schiller, médecin et poète allemand, avers de la médaille pour le 100e anniversaire de sa mort en 1905, d'après le buste de Dannecker de 1794.
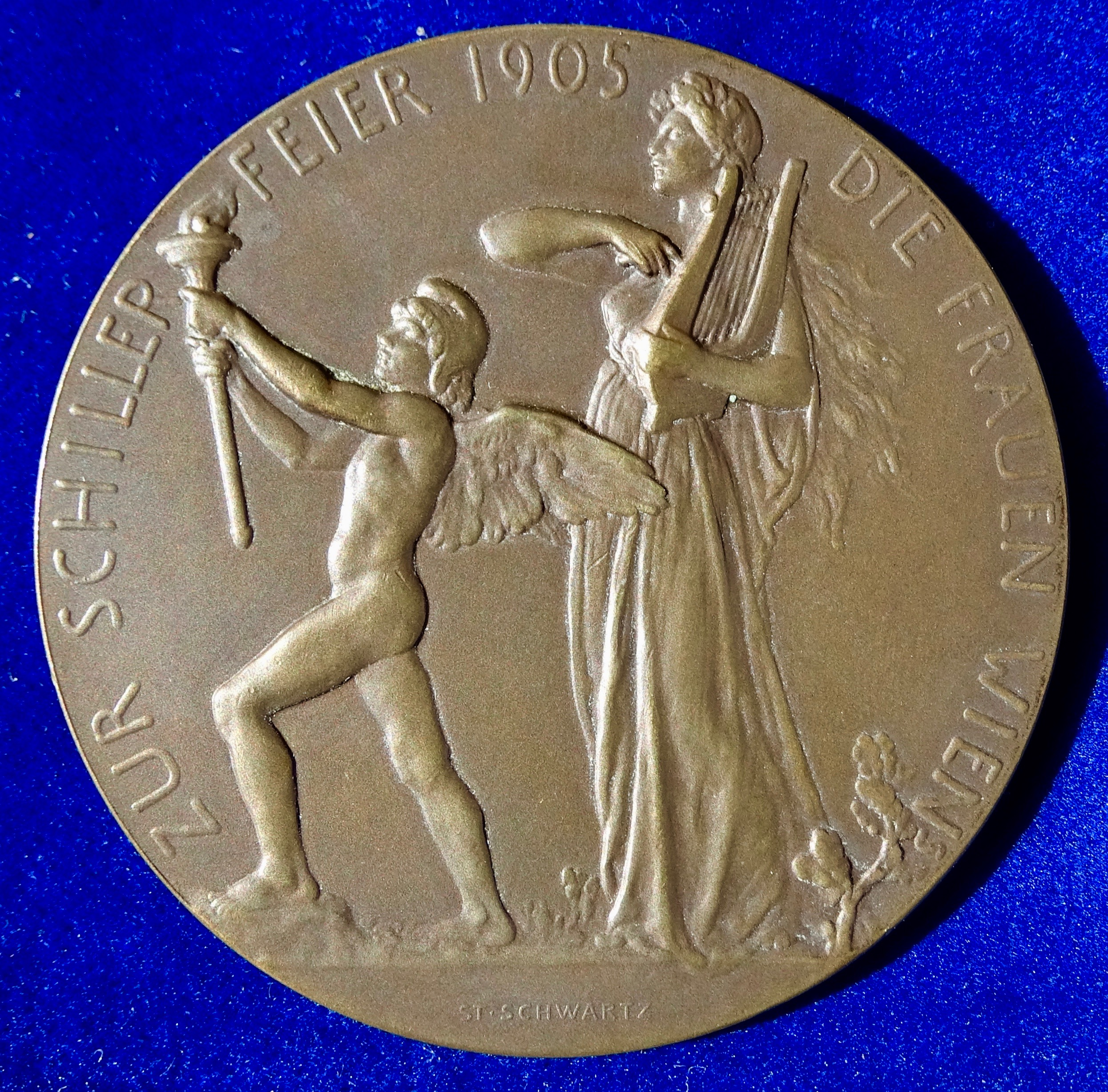
Revers de la médaille pour le 100e anniversaire de la mort de Schiller, célébration de Schiller à Vienne en 1905.
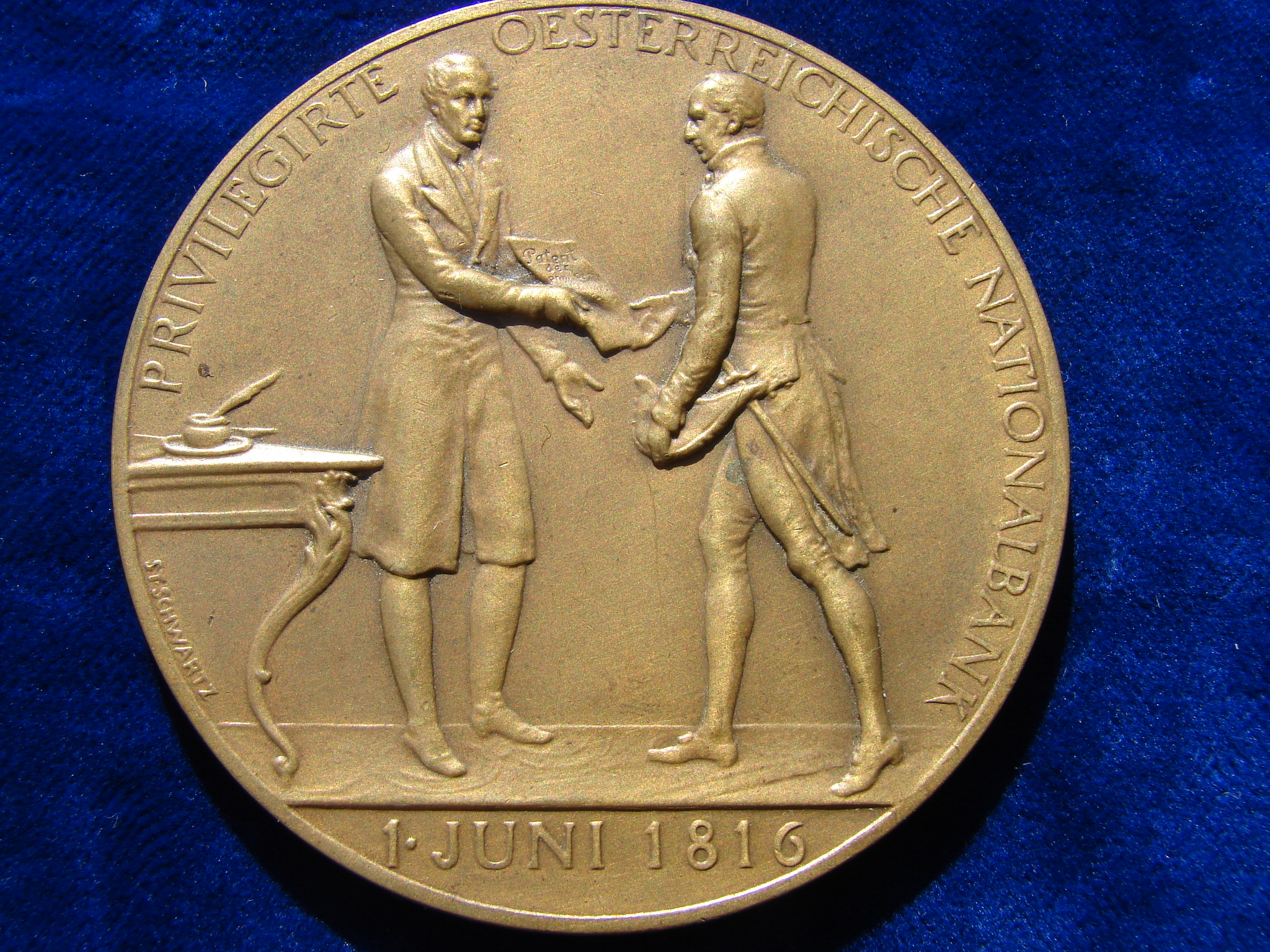
Graf von Stadion reçoit de l'empereur François Ier d'Autriche le brevet pour la fondation de la Banque nationale d'Autriche à Vienne. Médaille de bronze pour le 100e anniversaire du 1er juin 1916, avers.
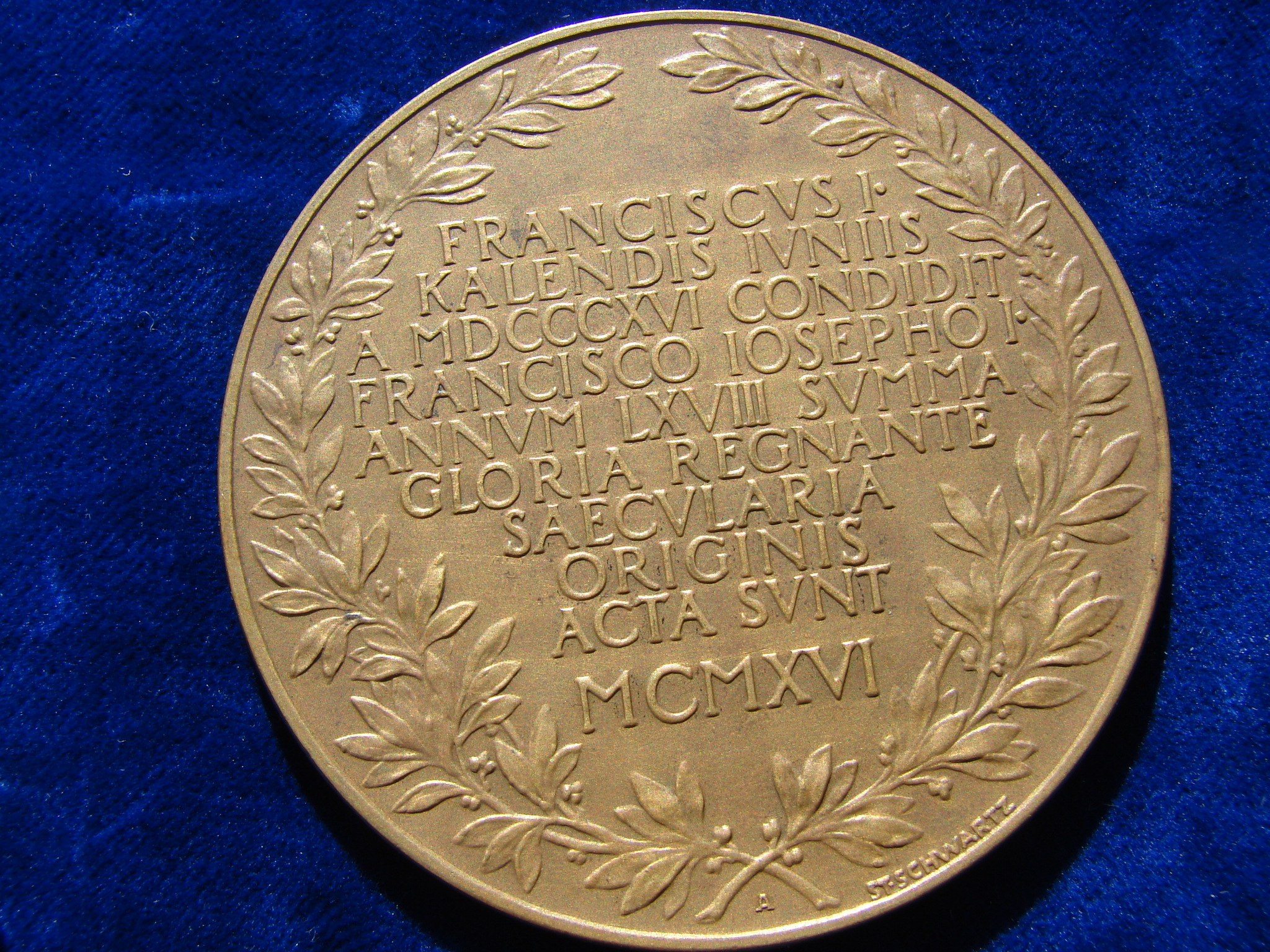
Revers de la médaille de bronze pour le 100e anniversaire du 1er juin 1916.
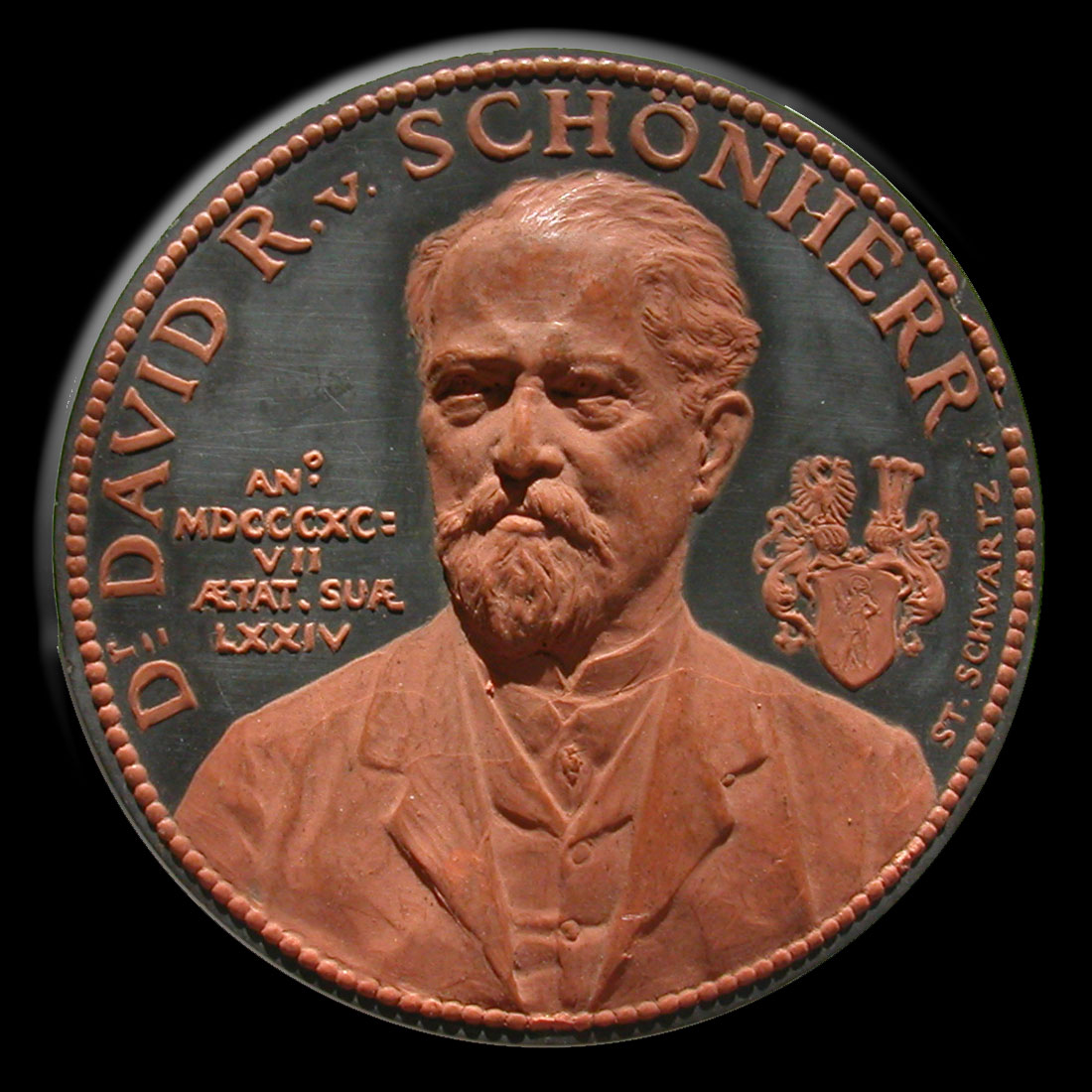
David von Schönherr.
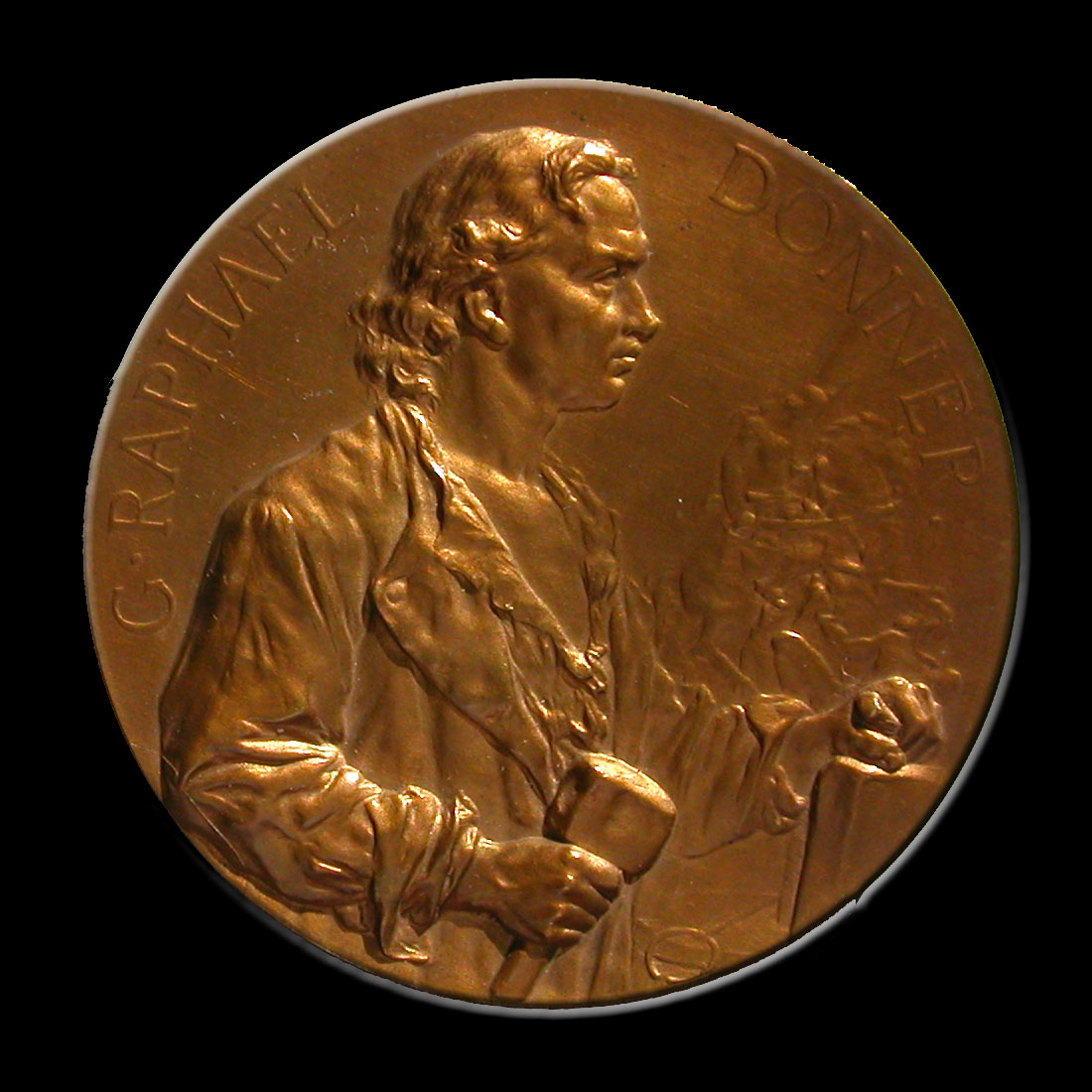
Georg Raphael Donner.
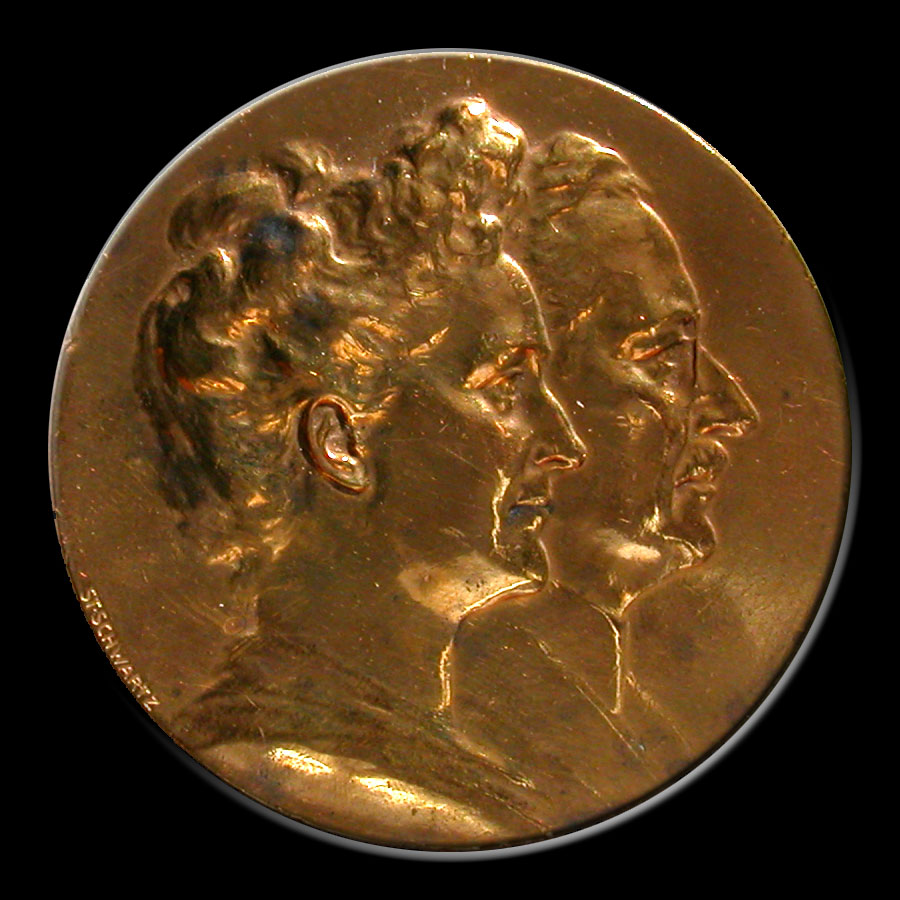
Arthur Krupp et Margarethe Krupp.
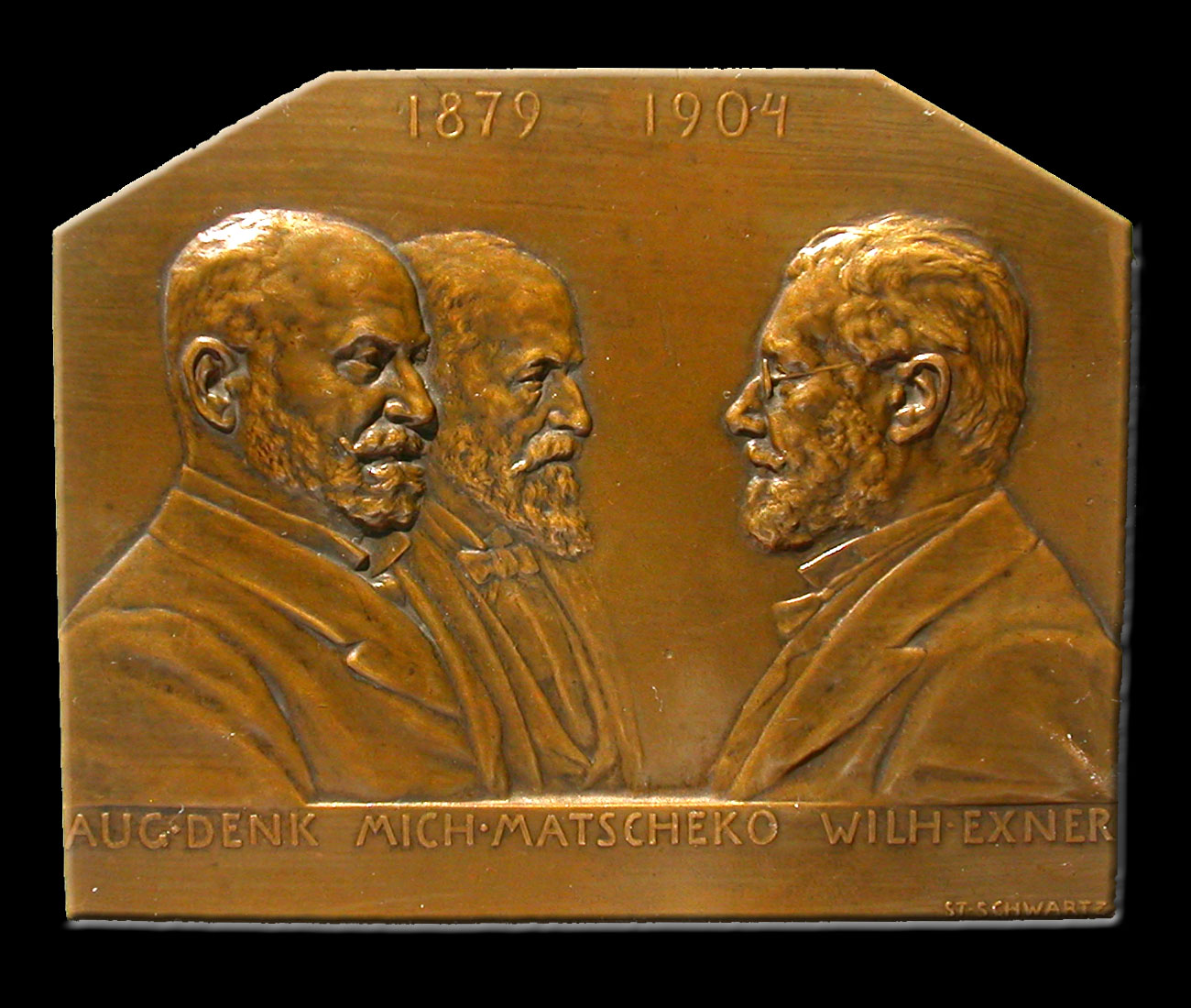
Denk, Matscheko, Wilhelm Exner.
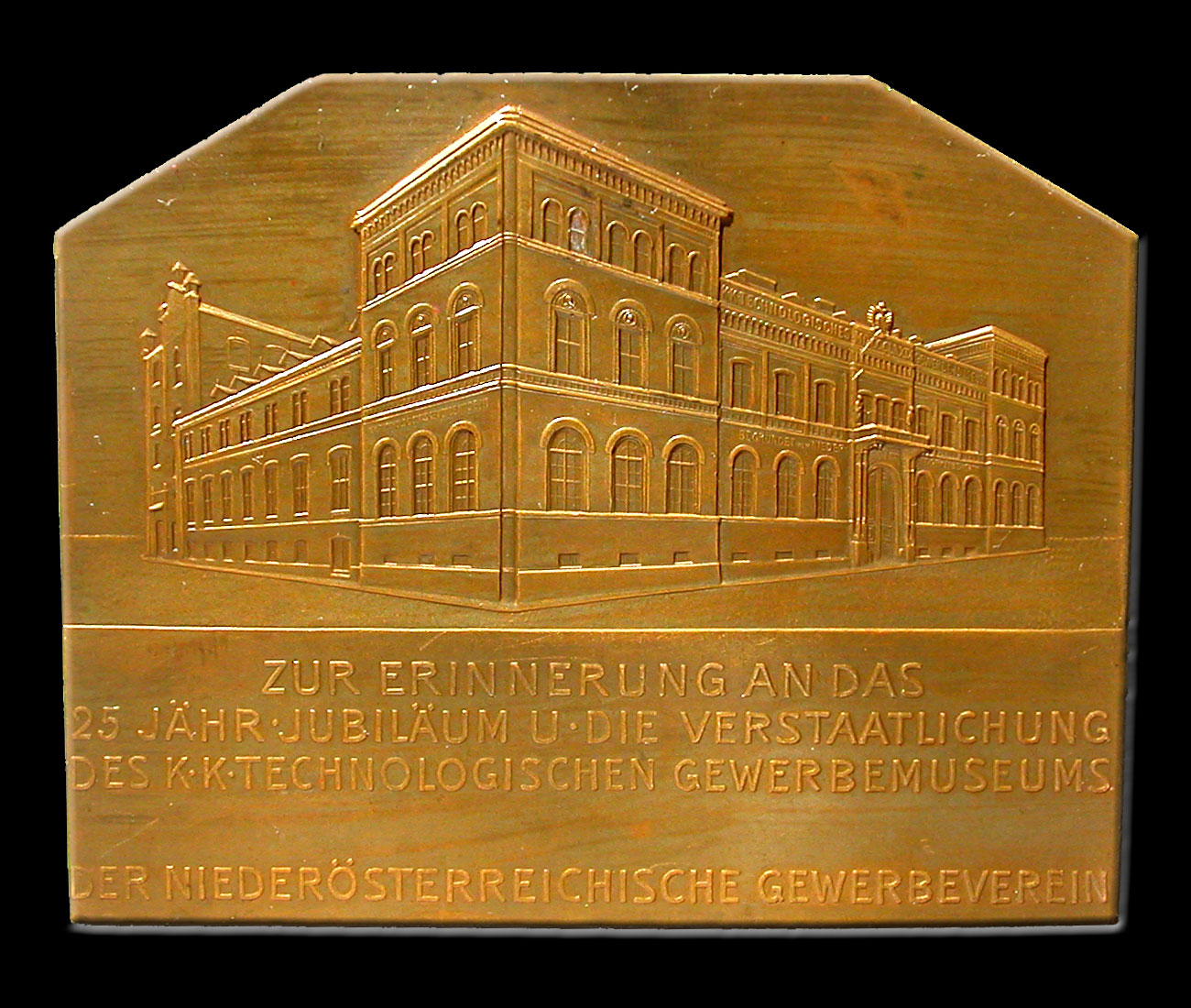
Ancien Technologisches Gewerbemuseum dans la Währinger Straße, aujourd'hui WUK.
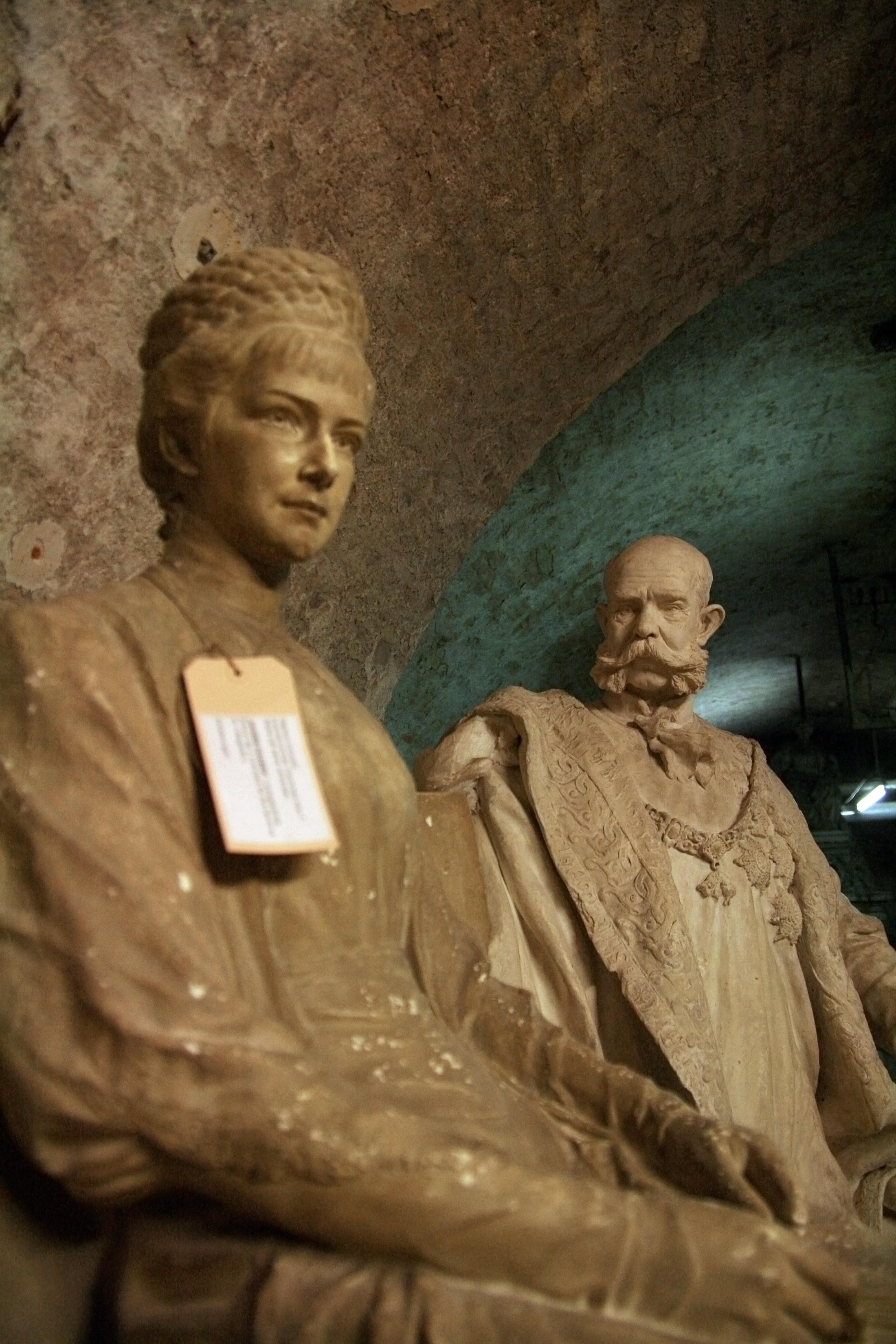
Impératrice Elisabeth.